# Manuel Zúñiga Fernández
Manuel Zúñiga Fernández (Luciana, Ciudad Real, 29 de juny, 1960) és un exfutbolista espanyol que jugava com a centrecampista.
Fou fitxat pel RCD Espanyol el 1979 on jugà durant una dècada a gran nivell. El 1988 fitxà pel Sevilla FC on jugà durant tres temporades.